# E.babbar
E.babbar, traducido como Casa brillante, fue un templo adquirido en 1823 a. C. por Hammurabi. Está ubicado en Larsa y fue conquistado por el rey de Larsa Rim-Sin I, que era rival de Hammurabi. Estaba dedicado al dios Shamash y a su esposa Aya. Hammurabi lo renovó para el dios Shamash, que lo considera como su aliado y auxiliador.
Fue edificado durante la dinastía I de Lagash, ya que lo cita el rey Eannatum (c. 2454-245 a. C.), y restaurado por el rey de la dinastía III de Ur Ur-namma (2112-2095 a. C.).
En Sippar y Girsu existieron otros templos, uno de ellos llamados E-babbar, donde diferentes tablillas sumerias y acadias indican que Hammurabi fue el constructor.
Actualmente el lugar está siendo excavado, pero debido a los eventos que afectan a Irak desde la invasión de Kuwait hacen imposible la continuación de las excavaciones.